# Itaguara
Itaguara é um município do estado de Minas Gerais, no Brasil. Pertence à Região Metropolitana de Belo Horizonte. A sede do município está localizada a 95 quilômetros de Belo Horizonte. Devido ao intenso fluxo migratório em direção a Belo Horizonte e à estagnação econômica local, a população do município tem se mantido estável ao longo dos últimos anos.

## Topônimo
"Itaguara" é uma palavra de origem tupi-guarani. Tradicionalmente se diz que significa "pedra do lobo", através da junção de itá ("pedra") e Guará ("lobo"). Há quem diga que também pode significar "pedra lascada".
Mas se trata de um neologismo escolhido por motivação modernista, após a Semana de Arte Moderna de 1922. Itaguara não tem etimologia clara. Joaquim Ribeiro da Costa dá as opções de que seria a modificação de ita-guaba, ou seja, pedra comestível, significando locais em que animais procuravam lamber sais, como os barreiros salitrosos (onde há muita matéria orgânica); ou ainda seria modificação de ita-yguara, que significaria poço de pedras. Ou ainda algo a ver com habitante da pedra.

## História
Os primeiros habitantes da região de Itaguara foram os índios cataguases, que eram os donos da terra até meados do século XVII. Com o fim das brigas entre as famílias Pires e Camargos, os paulistas voltaram suas atenções para as incursões sertanejas, sendo que a década de 1660 a 1670 foi a mais promissora para o movimento que ficou conhecido como Bandeirismo.
Em 27 de setembro de 1664, chegou, a São Paulo, uma carta de dom Afonso VI que incitava os paulistas a descobrirem novas terras, como cita Alfredo Elis Júnior na obra O Bandeirismo Paulista e o Recuo do Meridiano. Lourenço Castanho Taques, juiz de órfãos em São Paulo, destacou-se por realizar a mais importante entrada pelos sertões de Minas Gerais, quando, em 1669, promoveu o abate dos ferozes cataguases, que já não existiam nas áreas litorâneas, deixando o caminho livre para a descoberta do ouro e outras preciosidades em Minas Gerais. Consta, em documentos lavrados na Vara de Orfãos, que Lourenço Castanho Taques, o Velho, esteve ausente de São Paulo entre 15 de maio de 1668 a 20 de julho de 1670, deixando a Vara de Orfãos para seu filho de mesmo nome, Lourenço Castanho Taques, o Moço. O livro Nobiliarchia exalta fatos da incursão de Fernão Dias pelos sertões de Minas Gerais, quatro anos antes de Lourenço Castanho Taques, o Velho, porém, quando Fernão Dias saiu de São Paulo, Lourenço Castanho Taques, o Velho, já havia falecido há quatro anos.
Estas confusões podem ser explicadas pelo fato de os nomes serem semelhantes e a maioria de pesquisadores copiaram as informações de Pedro Taques, que era neto de Lourenço Castanho Taques, o Moço, que saiu também em expedição em 1676, levando o seu irmão José de Lara. Ambos preferiram fixar suas entradas pelo Vale do Parnaíba.
Na passagem de Lourenço Castanho Taques, o Velho, por Minas Gerais, foi iniciado o massacre contra as tribos indígenas que habitavam a região. Segundo o historiador Diogo de Vasconcelos, na região de Itaguara aconteceu o massacre contra os índios cataguases, surgindo aí um dos primeiros arraiais de Minas Gerais, o Arraial de Conquista, que ficava às margens do Ribeirão Conquista, que era conhecido até 1755 como Ribeirão São Felipe.
A povoação de Itaguara e adjacências aconteceu graças à pecuária que se desenvolveu às margens do Rio Pará, pois a região aurífera encontrava-se em declínio. Os donos de lavras necessitavam de outras atividades em que pudessem empregar a mão de obra escrava.
Em 1703, quatro irmãos vindos de Guimarães, em Portugal, chegaram com o objetivo de colonizar a região: o guarda-mor João da Costa Guimarães, o tenente Antônio da Costa Pereira, José da Costa Ribeiro e o padre Domingos da Costa Ribeiro, que, de posse de Carta Régia, vieram residir em terras que ainda não tinham donos, por isso consideradas devolutas. Os irmãos foram responsáveis pela colonização dos municípios de Itaguara, Carmópolis de Minas e Cláudio. A iniciativa de construir a primeira capela do arraial da Conquista foi de José Rodrigues Marins, que conseguiu a provisão em 12 de janeiro de 1796.
No mesmo ano, Leandro Gomes Rodrigues e sua esposa, dona Catarina Josefa do Santíssimo Sacramento, conseguiram a real permissão para construir a primeira capela no arraial de Conquista, fazendo a doação de 400 700 réis, conforme escritura lavrada em 20 de março de 1813. O guarda-mor João da Costa Guimarães também auxiliou na construção da capela, que foi afiliada à Matriz de Congonhas do Campo e que teve, como capelão, seu filho de mesmo nome, que se formou padre em Mariana em 1824. Em 1832, a pedido de Leandro Gomes Rodrigues, a cúria de Mariana anexou a Capela de Nossa Senhora das Dores à Paróquia de Bonfim, do Arraial de Nossa Senhora das Dores de Conquista. Em 1855, a Capela de Nossa Senhora das Dores foi anexada à Paróquia de Nossa Senhora das Necessidades do Rio do Peixe, atual Piracema. A Paróquia de Nossa Senhora das Dores foi criada em 14 de setembro de 1870, pela Lei 1 667 no artigo dois, porém, em 1872, está lei foi suprimida.
A Lei 2 411, de 5 de novembro de 1877, determinou : "- fica em seu inteiro vigor o artigo 2º da Lei  1 667 de 16 de setembro de 1870, que cria a freguesia da Conquista no município de Bonfim". No dia 3 de maio de 1878, o bispo de Mariana, dom Antônio Correia de Sá Benevides, colocou a paróquia sobre a proteção de Nossa Senhora das Dores, que teve, como seu primeiro vigário, padre Manoel Francisco de Paula Xavier, natural do Povoado de Nossa Senhora da Conceição de Pará dos Vilelas, nomeado por dom Antônio Ferreira Viçoso.
A origem do nome Conquista, dado ao arraial, é marcado por uma controvérsia que ainda precisa ser resolvida. A querela se divide em duas possíveis origens entre historiadores e memorialistas da cidade: uma versão é a de que a região foi batizada por Conquista em razão do massacre dos indígenas e da consequente conquista dos colonizadores; e outra versão aposta que foi através de uma difícil ação judicial enfrentada pelo sesmeiro Manoel Teixeira Sobreira que o lugar recebeu o nome de Conquista, em homenagem à sua vitória na posse das terras.
Mas foi entre 1920 e 1950, mais ou menos, com a leitura de um dos poucos documentos sobre as posses de terras na região no período colonial e de dois documentos que citam o fazendeiro Manuel Teixeira Sobreira, que começou a circular uma versão torta de que a o nome anterior de Itaguara – ‘Conquistas’ – teria relação com um suposto e nunca achado processo judicial que teria como objeto suas muitas sesmarias e posses. Ao analisar os documentos relativos a essa personagem, nada se encontra, porém, que corrobore tal versão. As sesmarias dadas a Sobreira e seus familiares não eram contíguas, algumas eram inclusive, bem distantes umas das outras. Porém, Manoel Teixeira Sobreira era muito bem relacionado, convincente e bastante ativo. Dotado de uma rematada vontade de crescer politicamente e ávido por propriedades e benesses, a memória de sua presença e ações manteve-se viva por várias gerações, mitificando-o.
O Distrito de Nossa Senhora das Dores de Conquista, que pertencia ao município de Itaúna, passou a chamar–se Itaguara em 7 de setembro de 1923, por uma sugestão do prefeito itaunense, Dário Gonçalves de Sousa, que, seguindo uma corrente indianista que surgiu após a Semana de Arte Moderna de 1922, que sugeria a mudança de nomes portugueses ou de origem religiosa para nomes de origem indígena, e assim ganhando sonoridade e vocabulário brasileiro, na maioria dos casos com origem no tupi-guarani. 

### Guimarães Rosa
Itaguara hospedou um ilustre morador na década de 1930, Guimarães Rosa, médico recém-formado, que veio clinicar em Itaguara e que proferiu as seguintes palavras: "Mas, meu  Deus como isto é bonito! Que lugar bonito pra gente deitar no chão e se acabar!..."
Itaguara desempenhou um papel importantíssimo na construção da obra literária de João Guimarães Rosa – que é a mais importante da literatura brasileira e uma das mais importantes da literatura universal. Em Itaguara ele teve a oportunidade de, já bastante maduro reencetar e aprofundar a sua experiência de menino nascido e criado em cidade pequena, rodeada do pequeno grande mundo da zona rural de Minas Gerais - uma boa e autêntica amostra de sertão que ele, mais tarde, alcançou penetrar mais afundo. Em Itaguara, observou, estudou e anotou todos os aspectos da realidade física – a flora, fauna, as serras, os rios e córregos e ribeirões – e, sobretudo, da realidade humana e social – as estórias e os causos mais representativos e expressivos da cultura local. Alguns dos tipos humanos e sociais que depois transpôs para as suas marcantes criações ficcionais, foi em Itaguara que João Guimarães Rosa os conheceu, observou, registrou. Não é desarrozado supor, e mesmo presumir, que em Itaguara ele começou a escrever os contos de Sagarana. Por tudo isso, Itaguara deve ser considerada o lugar que teve o privilégio de, ao se tornar a morada de Guimarães Rosa por dois fecundos anos, e logo no início da sua vida profissional de médico, haver fornecido a Guimarães Rosa os elementos, o material com que ele principiou a construir a sua imensamente importante obra literária: o lugar onde começou a nascer o seu imenso mundo literário, imaginário porém fundado na realidade social e humana, na realidade terra-a-terra do interior de Minas Gerais. O mais importante da magna opus de João Guimarães Rosa começou em Itaguara.

### Emancipação
Em 31 de dezembro de 1943, Itaguara emancipou-se politicamente e juridicamente do município de Itaúna, ao qual pertencia desde 1901. Foi formada uma comissão que tinha como objetivo promover a emancipação política de Itaguara, assim constituída:
- Presidente de honra: padre Geraldo Rodrigues Costa
- Vice-presidente: coronel Francisco de Moraes Resende
- 1º Secretário: Wandy de Moraes Silva
- 2º Secretário: Mário de Oliveira Lima
- 1º Tesoureiro: Antônio Ferreira Moraes
- 2º Tesoureiro: Pedro Dias da Silva

Nelly de Moraes Silva, irmão de Wandy Silva que residia em Belo Horizonte, foi o porta-voz junto às autoridades competentes na capital para que o processo de emancipação fosse satisfatório. Um álbum de fotos de fazendas, casas e da urbanização do Distrito de Itaguara  foi montado para demonstrar que merecia sua emancipação. O principal motivo que levou a reivindicar a Emancipação de Itaguara era a dependência da sede municipal, Itaúna.
Benedito Valadares, que era o governador de Minas Gerais, ficou satisfeito em observar o progresso do local que conheceu no passado quando era advogado e foi defender uma causa no Distrito. A Emancipação Política de Itaguara foi concedida e a sede política e judicial passou a ser Bonfim.
Em 1 de janeiro de 1944, Itaguara comemorou sua ascendência a Município, tendo como primeiro prefeito o farmacêutico João da Costa Guimarães. A primeira escola pública do Arraial de Conquista foi destinada somente aos homens e surgiu em 1850, apenas 1877 nasceria uma escola para as mulheres. O professor Almeida e Benigna, sua esposa, em 1910, eram responsáveis pela entidade educacional pública. Em 20 de janeiro de 1930, o Grupo Escolar Coronel Frazão foi criado, sendo que recebeu este nome em homenagem ao seu maior benemérito, Joaquim Vilela Frazão. Em 2004, a Escola Estadual Coronel Frazão ficou entre as dez melhores instituições de ensino público do Brasil.
O Governador de Minas Gerais, Magalhães Pinto, em 1963 doou prédios pré- fabricados com o intuito de  aumentar  as vagas escolares às crianças e Itaguara ganhou um desses prédios. Em 15 de fevereiro de 1965, foi inaugurada a Escola Combinada Padre Gregório, hoje a Escola Estadual Padre Gregório. O Ginásio Monsenhor João Rodrigues, atual Escola Estadual Alvim Rodrigues do Prado, teve sua fundação na década de 1940. O segundo grau foi instalado em 1972.

## Trajetória Econômica de Itaguara

### Das Origens à Pecuária
A formação econômica de Itaguara está intrinsecamente ligada a um contexto de reconfiguração produtiva regional. Com o declínio da atividade aurífera em Minas Gerais, que marcou o ápice econômico de muitas localidades no período colonial, tornou-se imperativo buscar novas fontes de sustento e acumulação. Nesse cenário, a povoação de Itaguara e suas adjacências foi impulsionada pelo desenvolvimento da pecuária, atividade que encontrou condições favoráveis às margens do Rio Pará. Os proprietários de lavras auríferas, diante da exaustão das minas, necessitavam de alternativas para empregar a mão de obra escrava e manter sua relevância econômica, encontrando na criação de gado uma saída viável. Este movimento representa uma adaptação econômica fundamental nos primórdios do município, moldando sua estrutura social e produtiva inicial.   
A transição da extração mineral para a agropecuária não foi um fenômeno isolado, mas parte de um processo mais amplo de interiorização e diversificação econômica em Minas Gerais. A pecuária, além de fornecer carne e couro, também desempenhava um papel logístico importante, fornecendo animais de tração para o transporte de mercadorias numa época de infraestrutura viária rudimentar. Para Itaguara, essa base pastoril significou o estabelecimento de uma economia com características distintas daquelas puramente extrativistas, possivelmente com ciclos de produção mais estáveis, mas também com menor intensidade de capital e tecnologia em seus estágios iniciais.

### Ciclos Econômicos Posteriores
Embora a pecuária tenha lançado as bases da economia local, é provável que outros ciclos e atividades tenham emergido ao longo do tempo, influenciando a trajetória de desenvolvimento de Itaguara. O material consultado indica uma lacuna de informações detalhadas sobre ciclos econômicos específicos subsequentes à consolidação da pecuária. No entanto, evidências mais recentes apontam para a relevância da atividade minerária na região. Um estudo acadêmico (NAHAS) destaca a importância da microrregião de Itaguara na produção de minério de ferro, representando, em 2015, 2,8% do valor da produção mineral brasileira desse insumo, totalizando R$ 1,275 bilhão — apesar de, até o momento, Itaguara em si não ser um produtor ferrífero.
A presença da mineração de ferro na região e o potencial para atividades siderúrgicas a jusante  indicam uma economia que, após sua fundação na pecuária, poderia ter experimentado uma nova fase de exploração de recursos naturais, desta vez com características industriais. A ausência de outros ciclos econômicos intermediários em algumas indicam que a diversificação produtiva não foi uma característica proeminente por longos períodos, ou que as transformações foram graduais e menos disruptivas que a transição inicial do ouro para a pecuária. A compreensão desses ciclos, mesmo que fragmentada, é vital para entender as vulnerabilidades e resiliências atuais do município.

### Estrutura Setorial da Economia
A identificação dos setores predominantes na economia de Itaguara é essencial para entender suas forças e vulnerabilidades. O perfil municipal da Fundação João Pinheiro, referente a 2020, mostra a seguinte composição do Valor Adicionado Bruto:
- Agropecuária: 7,9%
- Indústria: 20,20%
- Serviços: 50,70%
- Administração Pública: 21,20%

Um relatório de conjuntura da UFMG para esta região, referente a 2015, apontou um declínio em subsetores industriais importantes na região metropolitana, como metalurgia, indústria automotiva e têxtil, entre 2010 e 2015. Em contrapartida, os setores de serviços e alimentos apresentaram crescimento.
A economia de Itaguara, especificamente em sua microrregião, destaca-se pela mineração de ferro. Como mencionado anteriormente, em 2015, a contribuição dessa microrregião para o valor da produção mineral de minério de ferro no Brasil atingiu a impressionante marca de R$ 1,275 bilhão. Essa robustez mineral aponta também para um potencial de crescimento da indústria siderúrgica local (em produtos como semiacabados, laminados planos, longos e tubos de aço), o que representaria uma importante agregação de valor ao minério extraído.
Historicamente, a pecuária foi a base econômica da região e, embora a agropecuária ainda mantenha sua relevância, dados regionais indicam que sua participação no Valor Adicionado Bruto (VAB) total é menor se comparada à indústria e aos serviços. Essa composição sugere uma economia com um forte componente primário-extrativo, mas que é complementada pelo setor de serviços, que, como na maioria das economias urbanas, é o maior empregador.

### Desafios
Apesar do potencial, Itaguara enfrenta desafios. A vulnerabilidade setorial regional, evidenciada pelo declínio de indústrias tradicionais na Região Metropolitana de Belo Horizonte (RMBH), impactou pesadamente no desenvolvimento da cadeia produtiva regional e a consequente diversificação econômica da cidade. O município ainda apresenta uma dependência significativa no setor de serviços de baixa sofisticação  e, até o momento, não conseguiu diversificar sua economia para setores mais dinâmicos ou fortalecer sua posição na cadeia produtiva da mineração de forma sustentável.

## Festa de Nossa Senhora do Rosário
"Em Itaguara, o Reinado de Nossa Senhora acontece há mais ou menos 150 anos. São pouquíssimos os registros do passado, mas inúmeras são as memórias e os sentimentos que movem essa linda festa. É a Irmandade do Rosário quem organiza o Reinado todos os anos. O General é o Sr. Valdivino Andrade, que nos conta das dificuldades para organizar a festa, sendo preciso muita união e seriedade, porque desde os tempos mais antigos sempre existiu aquelas demandas para a Irmandade enfrentar. Mas com fé e força as coisas sempre se acertam para realizar uma das festas mais antigas da região.
Sobre a festa do Reinado no município de Itaguara, Padre Mauro Passos, em 2011, escreveu na Revista Horizonte, da PUC-Minas, dizendo o seguinte: “É a festa do povo com lembranças de uma liberdade longínqua. Suas origens espelham os feitos do trabalho em porfias contra o cativeiro, os senhores e os mandatários da terra. Ao invés dos gritos de dor ou de ordens para o trabalho, cantos superpostos invadem a alma e viajam nas recordações do tempo, com acordes dolentes e apaixonados. É a festa na rua. É a festa do povo”. O Reinado, sem dúvida, é um encontro entre o passado e o presente, uma devoção popular que apazigua os preconceitos e une as diferenças. Há mais de século e meio a força dos Ternos, como são chamados os grupos, animam e aquecem a alma de todos.
Em Itaguara, há ainda quem se lembre do saudoso Sr. José Nicolau de Andrade, o Sr. Bizuca. Por muitos anos foi ele quem tomou a frente do Reinado, deixando um legado precioso para a nossa gente. Sr. Bizuca foi uma espécie de patriarca entre os negros da comunidade, muitas vezes sendo a sua principal referência. Através de Sr. Bizuca a tradição antiga se manteve por gerações, sendo continuada até hoje por seu filho, Valdivino. Ele conta que seu pai recebeu a missão de ser General da Irmandade do Rosário das mãos do Sr. José Honório. Na época, a festa acontecia no mês de outubro e a Capelinha ainda não existia. A festa acontecia nas proximidades do Santuário de N.Sr.ª das Dores, num tempo em que o cenário da cidade era povoado por cavalos e carros de bois. Somente alguns anos mais tarde é que construíram a Capela de Nossa Senhora do Rosário. Sim, é isso mesmo! A Capelinha foi erguida como Capela do Rosário, onde o Reinado passou a acontecer, desde então.
Valdivino conta ainda que por volta da década de 1960 a Capela do Rosário foi destruída e entregue nas mãos do Sr. Zito Morais, para que construísse outra. Porém, além do novo espaço, com telhado modernista em planos inclinados, por ordem diocesana também mudaram a devoção, passando para Capela do Senhor dos Passos. A Irmandade, porém, se manteve ali, continuando com a devoção a N.Sr.ª do Rosário, fazendo sua festa e suas preces naquele lugar, que lhes é sagrado.
Recentemente, aquele telhado com planos inclinados foi condenado. A Capelinha teve que ser fechada. Mas a festa continuou. E quando a Capelinha foi demolida mais uma vez para a construção da atual, que têm semelhanças com a primeira, ficou só um lote cheio de terra. Mas ainda assim a festa do Reinado continuou.
Ninguém nega que o Reinado é uma das principais festas de Itaguara: tanto por sua história, quanto pelo que ela movimenta na cidade e nas pessoas. Há alguns anos o Reinado acontecia durante 10 dias. Eram barraquinhas a perder de vista na Praça Guimarães Rosa: as cocadas, as maçãs-do-amor, os churrasquinhos, as brincadeiras para as crianças... Tudo era alegria e festa. A população se preparava, organizava seus afazeres, tudo acontecia para celebrar o Rosário de Maria".

## Geografia

### Relevo
O relevo do município de Itaguara apresenta-se com grandes elevações com morros e pequenas serras, sendo assim considerado de montanhas. Os solos são argilosos de moderada resistência à erosão, de profundidade variável, de baixa a moderada fertilidade natural, com maior aproveitamento na pecuária. Formação aparecendo na maioria das vezes em associação (podzóico e latossolo vermelho- amarelo). As montanhas são rochosas, pré- cambrianas, intensamente dobradas, provocando a formação de colinas côncava-convexas e cristas esparsas, com altitudes de 860 a 1 200 metros.Sua altitude em relação ao nível do mar é de 839 metros.A maior elevação de relevo do município é o Pico dos Paivas e Pico do Sumaré, localizado na Fazenda dos Paivas. Principais serras de Itaguara: Serra da Picada, Serra da  Pipoca, Serra da Serrinha, Serra da  Bocaina, Serra da Boa Vista, Morro do Cardoso, Serra do Barreiro, Serra do Campo Grande, Serra do Nogueira, Morro das Pedras.
O município é cortado pelo Ribeirão Conquista e Rio São João, da Bacia do Rio São Francisco. O Rio Pará faz fronteira entre Itaguara, Carmópolis de Minas e Cláudio.
Ademais, Itaguara possui vários pontos turísticos, como: Engenho Velho, Santuário de Nossa Senhora das Dores, Conquistano Futebol Clube, Museu Sagarana, entre outros.
Sua população aferida pelo Instituto Brasileiro de Geografia e Estatística em 2008 era de 12 812 habitantes.